# Петруня Степан Пантелеймонович
Петруня Степан Пантелеймонович  (30 травня 1899, Київщина— 1988, Луганськ) — доктор медичних наук, професор, заслужений лікар України, головний лікар Луганської обласної лікарні (1945), організатор і перший керівник кафедри офтальмологічних хвороб Луганського державного медичного інституту (нині університету).

## Біографія
Народився 30 травня 1899 року в багатодітній сім'ї в селі Жуківці, Київської губернії.
В 1913 році вступив до Київської воєнної фельдшерської школи. В 1914 році призваний до армії в зв'язку з початком Першої Світової війни. Демобілізований в лютому 1917 року з умовою продовження медичного навчання в Київській військово-фельдшерській школі.
В 1919 році проходить службу в лавах червоної армії в ролі військового фельдшера полку.
В 1921 році вступає в Київський медичний інститут.
В 1926 році закінчує навчання і шість місяців стажується по курсу офтальмологічних хвороб у професора А. М. Левицького.
В 1927 році приїжджає до Старобільська, де обіймає посаду головного лікаря Старобільської офтальмологічної лікарні. Обслуговує 18 сільськогосподарських районів з територією 10000 кв. верст, з 500 — тисячним населенням.
В 1929 році вперше в Старобільську робить пересадку роговиці з фіксацією трансплантанта целулоїдною плівкою. Організує в Старобільській лікарні наукову спільноту, де збирає молодих спеціалістів. В 1930 році Старобільська офтальмологічна лікарня мала 45 ліжок, відкрилось дитяче та трахоматозне відділення на 25 ліжок.
З 1932 році викладає курс офтальмологічних хвороб в Старобільській фельдшерській школі та проводить велику наукову і санітарно-просвітницьку роботу.
В 1939 році призваний до лав червоної армії. Після закінчення фінської війни, в 1940 році, призначається на посаду начальника Ворошиловградського офтальмологічного військового госпіталю.
В 1941 році Старобільську офтальмологічну лікарню евакуюють до Казахстану, а з 1942 року вона входить до складу спеціалізованого евакогоспіталю № 3294.
В 1944 році, після визволення Старобільська, обіймає посаду завідувача офтальмологічного відділення Старобільської районної лікарні.
З 1945 по 1956 роки очолює офтальмологічне відділення Ворошиловградської офтальмологічної лікарні. Керує науково-опорним пунктом Харківського науково-дослідного інституту офтальмології ім. Гіршмана.
У 1949 році захищає кандидатську дисертацію на тему «Часткова наскрізна пересадка рогівки зі зміцненням трансплантата целулоїдною плівкою».
З 1952 року по 1977 рік — голова обласного товариства офтальмологів.
В 1959 році стає організатором і першим завідувачем кафедри офтальмологічних хвороб Луганського медичного університету.
В 1964 році захищає докторську дисертацію за темою «Кератопластика і інші методи боротьби зі сліпотою», отримує звання наукового ступеня доктора медичних наук і вчене звання професора.
1971 року за станом здоров'я залишає завідування кафедрою і переходить на консультативну роботу.
Помер 23 березня 1988 року в місті Луганськ.
Автор понад 100 наукових робіт, присвячених питанням кератопластики, боротьбі з очним травматизмом та вдосконаленню операцій екстракції катаракти.

## Нагороди
Нагороджений Георгіївським Хрестом, Орденом Леніна, медалями «За перемогу над Німеччиною у Великій Вітчизняній війні 1941—1945 рр.», «За трудову доблесть», «За доблесну працю у Великій Вітчизняній війні 1941—1945 рр.»
Мав знання заслужений лікар України.
У листопаді 1965 році присвоєно високе звання «Почесний громадянин Луганська».

## Сім'я
Брат Андрій Пантелеймонович закінчив в 1928 році Київський медичний інститут і працював в Старобільську.
Старша донька Наталія Степанівна, працювала офтальмологом в Луганській обласній лікарні.
Син Михайло Степанович (1930—2004), в 1954 році закінчив Київський медичний інститут. В 1965 році захистив кандидатську дисертацію в Одеському НДІ очних хвороб і тканевої терапії імені академіка В. П. Філатова. З 1970 року — доцент.
Внук Андрій Михайлович в 1992 році захистив кандидатську дисертацію, в 1996 році — докторську дисертацію і в 30 років став наймолодшим доктором Луганського медичного університету. В 2005 році отримав звання професора і в 2007 році очолив кафедру офтальмологічних хвороб.

## Галерея

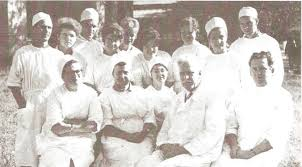
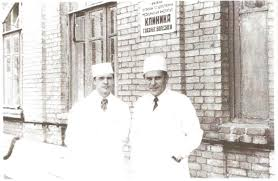